# Амбивере
Амбивере (итал. Ambivere) је насеље у Италији у округу Бергамо, региону Ломбардија.
Према процени из 2011. у насељу је живело 1879 становника. Насеље се налази на надморској висини од 263 м.

## Становништво
Према резултатима пописа становништва 2011. у општини је живело 2.354 становника.
| 1931. | 1936. | 1951. | 1961. | 1971. | 1981. | 1991. | 2001. | 2011. |
| ----- | ----- | ----- | ----- | ----- | ----- | ----- | ----- | ----- |
| 1.009 | 1.037 | 1.169 | 1.353 | 1.623 | 1.751 | 2.052 | 2.250 | 2.354 |